# Warpath: Jurassic Park
Warpath: Jurassic Park è un videogioco pubblicato nel 1999 per PlayStation. È uno spin-off dei film di Steven Spielberg Jurassic Park e Jurassic Park - Il mondo perduto, sviluppato dalla casa videoludica DreamWorks Interactive in collaborazione con la Black Ops Entertainment.
Warpath è un gioco di lotta: il giocatore sceglie un dinosauro con cui combattere e un altro che funge da avversario. Ogni dinosauro è caratterizzato da un suo personale stile di combattimento, e nel gioco è possibile affrontarsi nelle più svariate arene ispirate alle ambientazioni dei film (tipo il museo dei dinosauri, il cortile con recinzione elettrica del T-Rex, la giungla, il ponte di una nave), ognuna con oggetti distruttibili che feriranno l'avversario o lo stesso giocatore. Nelle arene, inoltre, a volte passando creature che si possono divorare (o nel caso degli erbivori uccidere) per recuperare un po' di salute, come umani, cani, capre o Compsognathus.

## Modalità di gioco
In questo gioco sono presenti diverse modalità simili ai più comuni giochi di lotta.
La modalità principale è la modalità Arcade. Qui il giocatore deve scegliere un dinosauro e sfidarne altri attraverso 8 combattimenti. In questa modalità durante i combattimenti vi è un determinato limite di tempo e round, tranquillamente modificabile nel menu opzioni. La modalità Arcade inoltre aiuta a sbloccare nuovi dinosauri fino a che non si avrà ottenuto tutti i dinosauri giocabili.
Nella modalità Versus il giocatore può lottare contro un altro giocatore oppure contro la CPU. Entrambi i giocatori possono scegliere il dinosauro con cui combattere, scelta praticabile anche dal giocatore singolo, nonché l'arena in cui tenere la lotta. Scegliendo lo stesso dinosauro il primo o il secondo cambia il colore della pelle (è possibile scegliere fra tre diversi colori di pelle per ogni dinosauro).
La modalità Pratica serve per allenarsi a controllare meglio il dinosauro scelto e a scoprire tutte le sue mosse e parate. Ovviamente il dinosauro avversario non muore in quanto è una modalità di allenamento, per cui riceve solo gli attacchi oppure li para.
Il Museo del gioco consente al giocatore di selezionare un dinosauro e scoprire il suo periodo di esistenza, la famiglia di appartenenza, i colori della pelle e il nome scientifico.

## Dinosauri
Giocabili
- Acrocanthosaurus (Acro)
- Ankylosaurus (Anky)
- Giganotosaurus (Giga)
- Megaraptor (Raptor)
- Stygimoloch (Stygi)
- Styracosaurus (Styrac)
- Suchomimus (Sucho)
- Tyrannosaurus Rex (T-Rex)

Sbloccabili
- Albertosaurus (Alberto)
- Carcharodontosaurus (Carchar)
- Cryolophosaurus (Cryo)
- Pachycephalosaurus (Pachy)
- Spinosaurus (Spino)
- Triceratops (Trike)

Non giocabili
- Compsognathus
- Stegosaurus  (ha un cameo nel menu di modifica comandi)
- Velociraptor (si sentono i loro versi quando esce il megaraptor dal loro recinto)
- Parasaurolophus (una skin delľ Acrocanthosaurus è molto simile al Parasaurolophus del secondo film)

## Accoglienza
| Testata                                | Giudizio |
| -------------------------------------- | -------- |
| GameRankings (media al 31 agosto 2022) | 57.36%   |
| AllGame                                | [ 2 ]    |
| EGM                                    | 4/10     |
| GameFan                                | 40%      |
| Game Informer                          | 6.75/10  |
| GamePro                                | [ 6 ]    |
| GameSpot                               | 4.7/10   |
| IGN                                    | 5.5/10   |
| Next Generation                        | [ 9 ]    |
| POM                                    | [ 10 ]   |
| OPM                                    | 4/10     |

Warpath ha ricevuto un'accoglienza mediocre, stando al punteggio di 57.36% sul sito GameRankings. Adam Pavlacka della rivista Next Generation ha commentato: "La storia ha dimostrato che la licenza Jurassic Park rappresenta la morte di ogni gioco che tocca, e Warpath non fa eccezione."
AllGame ne ha lodato le animazioni dei dinosauri, e il design di gran parte dei livelli per la somiglianza con le ambientazioni del film, ma ha criticato altri livelli per "i texture malandati e gli sfondi poco curati"; il gameplay è stato considerato "lento" e la musica "troppo bassa e priva di emozioni"." GameSpot ha lodato anch'esso i modelli dei dinosauri, ma ha criticato i glitch nei livelli: "Le deformazioni delle superfici abbondano, con la PlayStation che fatica a tenere sotto controllo tutta questa geometria.." Game Informer ha scritto: "Graficamente, non è male come gioco. Il concetto lascia purtroppo molto a desiderare"; ha anche notato che il gameplay "stanca molto presto quando comprendi che l'IA del gioco equivale a quello di una mandorla, e puoi finirlo in due mosse." GamePro ha lodato la grafica e il sonoro, ma criticato "i pattern complessi dei tasti".
IGN ha criticato la mancanza di disparità delle dimensioni tra i dinosauri: "Il T-Rex è un nano, mentre i raptor sono dei giganti della stessa taglia delle bestie che nel film masticano raptor normali"; ha anche criticato l'IA, le collisioni e il fatto che ogni dinosauro combatteva allo stesso modo rispetto agli altri. Lodate invece la grafica e i livelli.